# Siêu cúp bóng đá châu Âu 2011
Siêu cúp châu Âu 2011 là trận Siêu cúp bóng đá châu Âu thứ 36, giữa các nhà đương kim vô địch của hai giải đấu cấp câu lạc bộ được tổ chức bởi cơ quan quản lý bóng đá châu Âu UEFA: UEFA Champions League và UEFA Europa League. Trận đấu được tổ chức tại Sận vận động Louis II ở Monaco vào ngày 26 tháng 8 năm 2011. Nó được tranh tài bởi nhà vô địch UEFA Champions League 2010–11 Barcelona của Tây Ban Nha và nhà vô địch UEFA Europa League 2010–11 Porto của Bồ Đào Nha. Barcelona giành chức vô địch khi đánh bại Porto 2–0.

## Địa điểm
Sân vận động Louis II ở Monaco là nơi diễn ra Siêu cúp châu Âu hàng năm kể từ năm 1998. Được xây dựng vào năm 1985, sân vận động cũng là sân nhà của AS Monaco, đội đang chơi trong hệ thống giải đấu của Pháp.

## Các đội bóng
| Đội       | Tư cách vượt qua vòng loại            | Những lần tham gia trước đó (in đậm cho biết năm vô địch) |
| --------- | ------------------------------------- | --------------------------------------------------------- |
| Barcelona | Vô địch UEFA Champions League 2010–11 | 1979, 1982, 1989, 1992, 1997, 2006, 2009                  |
| Porto     | Vô địch UEFA Europa League 2010–11    | 1987, 2003, 2004                                          |

## Trận đấu

### Chi tiết
| Barcelona                | 2–0      | Porto |
| ------------------------ | -------- | ----- |
| Messi 39' · Fàbregas 88' | Chi tiết |       |

| Barcelona | Porto |

|                  |    |                     |     |     |
|                  |    |                     |     |     |
| GK               | 1  | Víctor Valdés       |     |     |
| RB               | 2  | Dani Alves          |     |     |
| CB               | 14 | Javier Mascherano   |     |     |
| CB               | 22 | Eric Abidal         |     |     |
| LB               | 21 | Adriano             |     | 63' |
| DM               | 15 | Seydou Keita        |     |     |
| CM               | 6  | Xavi (c)            |     |     |
| CM               | 8  | Andrés Iniesta      | 51' |     |
| SS               | 10 | Lionel Messi        |     |     |
| RF               | 17 | Pedro               |     | 80' |
| LF               | 7  | David Villa         |     | 61' |
| Dự bị:           |    |                     |     |     |
| GK               | 36 | Oier                |     |     |
| DF               | 24 | Andreu Fontàs       |     |     |
| MF               | 4  | Cesc Fàbregas       |     | 80' |
| MF               | 11 | Thiago              |     |     |
| MF               | 16 | Sergio Busquets     |     | 63' |
| MF               | 28 | Jonathan dos Santos |     |     |
| FW               | 9  | Alexis Sánchez      |     | 61' |
| Huấn luyện viên: |    |                     |     |     |
| Pep Guardiola    |    |                     |     |     |

|                  |    |                    |         |     |
|                  |    |                    |         |     |
| GK               | 1  | Helton (c)         |         |     |
| RB               | 21 | Cristian Săpunaru  |         |     |
| CB               | 14 | Rolando            | 65' 86' |     |
| CB               | 30 | Nicolás Otamendi   |         |     |
| LB               | 13 | Jorge Fucile       |         |     |
| DM               | 23 | Souza              |         | 77' |
| CM               | 6  | Fredy Guarín       | 82' 90' |     |
| CM               | 8  | João Moutinho      |         |     |
| RW               | 12 | Hulk               |         |     |
| LW               | 10 | Cristian Rodríguez | 30'     | 69' |
| CF               | 11 | Kléber             |         | 77' |
| Dự bị            |    |                    |         |     |
| GK               | 31 | Rafael Bracalli    |         |     |
| DF               | 4  | Maicon             |         |     |
| MF               | 7  | Fernando Belluschi |         | 77' |
| MF               | 25 | Fernando           |         | 77' |
| MF               | 35 | Steven Defour      |         |     |
| FW               | 17 | Silvestre Varela   |         | 69' |
| FW               | 20 | Djalma             |         |     |
| Huấn luyện viên: |    |                    |         |     |
| Vítor Pereira    |    |                    |         |     |

| Cầu thủ xuất sắc nhất trận: Andrés Iniesta (Barcelona) |

| Các trợ lý trọng tài: Erwin Zeinstra (Hà Lan) Berry Simons (Hà Lan) Trọng tài thứ tư: Bas Nijhuis (Hà Lan) Trợ lý trọng tài bổ sung: Richard Liesveld (Hà Lan) Danny Makkelie (Hà Lan) | Luật trận đấu - 90 phút - 30 phút hiệp phụ nếu cần - Sút luân lưu nếu tỷ số vận hòa - Bảy cầu thủ dự bị - Tối đa ba lần thay người |

### Thống kê
|                | Barcelona | Porto |
| -------------- | --------- | ----- |
| Bàn thắng      | 1         | 0     |
| Tổng cú sút    | 4         | 5     |
| Sút trúng đích | 2         | 1     |
| Cứu thua       | 1         | 1     |
| Kiểm soát bóng | 70%       | 30%   |
| Phạt góc       | 3         | 3     |
| Phạm lỗi       | 5         | 7     |
| Việt vị        | 5         | 0     |
| Thẻ vàng       | 0         | 1     |
| Thẻ đỏ         | 0         | 0     |

|                | Barcelona | Porto |
| -------------- | --------- | ----- |
| Bàn thắng      | 1         | 0     |
| Tổng cú sút    | 5         | 3     |
| Sút trúng đích | 3         | 1     |
| Cứu thua       | 1         | 2     |
| Kiểm soát bóng | 70%       | 30%   |
| Phạt góc       | 2         | 4     |
| Phạm lỗi       | 4         | 11    |
| Việt vị        | 3         | 0     |
| Thẻ vàng       | 1         | 3     |
| Thẻ đỏ         | 0         | 2     |

|                | Barcelona | Porto |
| -------------- | --------- | ----- |
| Bàn thắng      | 2         | 0     |
| Tổng cú sút    | 9         | 8     |
| Sút trúng đích | 5         | 2     |
| Cứu thua       | 2         | 3     |
| Kiêm soát bóng | 69%       | 31%   |
| Phạt góc       | 5         | 7     |
| Phạm lỗi       | 9         | 18    |
| Việt vị        | 8         | 0     |
| Thẻ vàng       | 1         | 4     |
| Thẻ đỏ         | 0         | 2     |